# سود (حسابداری)
سود در اصطلاحِ حسابداری برابرِ با مازاد درآمد پس از کسر هزینه است؛ یعنی پس از اینکه هزینه را از درآمد کم کنیم هر چه از درآمد باقی ماند به آن سود می‌گویند. سود در علم اقتصاد دارای معنای متفاوتی است. سود با درآمد رابطهٔ مستقیم و با زیان، رابطهٔ معکوس دارد.
یا به زبان ساده‌تر اگر هزینه را از درآمد کسر کنیم درآمد باقیمانده داشته باشد به آن مقدار باقی مانده سود می‌گویند.
مثال:
اگر درآمد ۷۵ تومان باشد و هزینه ۵۰ تومان.
سود برابر است با ۲۵ تومان.
پس مازاد درآمد پس از کسر هزینه می‌شود سود.